# Union des Églises Évangéliques du Réveil de Suisse
L'Union des Églises Évangéliques du Réveil de Suisse (ou UEER) est une association chrétienne évangélique d'églises pentecôtistes en Suisse. Elle est membre du Réseau évangélique suisse.

## Histoire
L'Union a ses origines dans des réunions organisées par l'évangéliste gallois George Jeffreys, fondateur de l'Église évangélique pentecôtiste Elim en Grande-Bretagne, notamment celle de La Chaux-de-Fonds en 1932,.  La première église du mouvement a été établie à Genève en 1935 par Adolphe Hunziker . Par la suite, une structure de type congrégationaliste est formée, l'Union des Églises Évangéliques de Réveil de Suisse. Chaque église reste autonome pour gérer ses activités, l'avantage d'appartenir à une telle organisation étant surtout de s'identifier en tant qu'église évangélique francophone, de prendre part à des œuvres missionnaires communes et de prier ensemble.
En 2000, elle comptait 31 780 membres.